# アブデリラ・サベル
アブデリラ・サベル（Abdelilah Saber、1974年4月21日 - ）は、モロッコの元サッカー選手。元モロッコ代表。ポジションはディフェンダー。

## 来歴
1995年にモロッコ代表デビュー。1998 FIFAワールドカップではグループステージ全3試合に出場した。アフリカネイションズカップ1998、アフリカネイションズカップ2000にも出場した。2003年までに53試合に出場、1得点をあげた。

## 代表歴

### 出場大会
- モロッコ代表
  - 1998 FIFAワールドカップ

### 試合数
- 国際Aマッチ 53試合 1得点（1995年-2003年）[1]

| モロッコ代表 | 国際Aマッチ | 国際Aマッチ |
| 年           | 出場        | 得点        |
| ------------ | ----------- | ----------- |
| 1995         | 1           | 0           |
| 1996         | 7           | 0           |
| 1997         | 11          | 0           |
| 1998         | 13          | 0           |
| 1999         | 6           | 0           |
| 2000         | 9           | 0           |
| 2001         | 1           | 0           |
| 2002         | 2           | 0           |
| 2003         | 3           | 1           |
| 通算         | 53          | 1           |